# Koskenalussaaret (ö, lat 68,58, long 22,30)
Koskenalussaaret är en ö i Finland. Den ligger i Lätäseno och i kommunen Enontekis i den ekonomiska regionen  Fjäll-Lappland  och landskapet Lappland, i den norra delen av landet, 900 km norr om huvudstaden Helsingfors. Öns area är 0,7 hektar och dess största längd är 170 meter i nord-sydlig riktning.